# Дворкин, Владимир Зиновьевич
Влади́мир Зино́вьевич Дво́ркин (род. 12 января 1936, Ленинград) — советский и российский учёный, доктор технических наук (1972), профессор (1983), генерал-майор (1991), заслуженный деятель науки Российской Федерации (1993). В настоящее время является главным научным сотрудником Института мировой экономики и международных отношений РАН (c 2001 года), председателем Организационного комитета Международного Люксембургского Форума (c 2007 года). В 2015—2017 годах был экспертом Московского Центра Карнеги, в котором возглавлял программу «Проблемы нераспространения». С 1993 года является действительным членом государственной Российской академии ракетных и артиллерийских наук (РАРАН), а также ряда общественных академий.
Руководил 4 ЦНИИ МО РФ в 1993—2001 годах. Один из основных авторов программных документов, относящихся к СЯС и РВСН. В течение многих лет участвовал в качестве эксперта в подготовке договоров ОСВ-2, РСМД, СНВ-1, СНВ-2, внёс значительный вклад в формирование позиции СССР и России на переговорах об ограничении и сокращении стратегических наступательных вооружений. Выступал советником президента СССР Михаила Горбачёва и президентов РФ Бориса Ельцина и Владимира Путина по вопросам развития ядерных вооружений. Член партии «Яблоко» с самого основания.
Томас Рид, министр военно-воздушных сил США в 1976-1979 гг. и советник президента США Рейгана, в своей книге «В пропасти: история холодной войны изнутри», описывает Владимира Дворкина как «хранителя ядерного мускула, который стал главной опорой советского военной мощи». Рид также отмечает, что Дворкин был одим из немногих «ответственных и интеллектуально честных» советских офицеров, который последовательно отговаривал советское и американское руководство от ядерных авантюр.
В 2015 году, в ходе обострения ядерного противостояния между США и Россией на фоне аннексии Крыма Россией и военного конфликта на востоке Украине, Владимир Дворкин и американский генерал Джеймс Картрайт (англ.: James Cartwright) опубликовали статью «Как избежать ядерную войну» в газете «Нью-Йорк Таймс», в которой высказали обеспокоенность экспертного сообщества по поводу возросших стратегических рисков и предложили ряд шагов по постепенному отходу от доктрины «первого удара».

## Биография
Отец — генерал-лейтенант инженерно-технической службы Зиновий Яковлевич Дворкин (1907—1983).
Заслуженный деятель науки Российской Федерации, доктор технических наук, профессор, действительный член Российской академии ракетных и артиллерийских наук, Академии военных наук, Российской инженерной академии, Международной инженерной академии, Академии космонавтики.
Окончил Ленинградское Суворовское военное пограничное училище, затем Черноморское высшее военно-морское училище им. П. С. Нахимова в 1958 г. и до 1962 года служил инженером-испытателем на Государственном Центральном морском полигоне. Участвовал в испытаниях первых отечественных атомных подводных ракетоносцев и первых пусках баллистических ракет из-под воды. В 1962 году начал проходить службу в 4-м ЦНИИ МО СССР, в котором в 1967 году защитил диссертацию на соискание учёной степени кандидата технических наук. В 1974 году защитил докторскую диссертацию. Под его научным руководством и при его непосредственном участии разрабатывались основы построения математических моделей для обоснования основных направлений развития, государственных программ вооружения, планов НИОКР, сценариев боевых действий, боевого состава группировок СЯС; разработки обликов перспективных ракетных комплексов, обоснования и разработки тактико-технических требований к ракетному вооружению, реализованных при создании нескольких поколений ракетных комплексов; комплексной экспериментальной отработки ракетного вооружения.
Автор более 500 научных трудов, подготовил более 11 кандидатов наук, и 4 докторов наук.
В 2009 году попал в список «Самых авторитетных людей России», составляемый журналом «Русский репортёр», целью создателей которого было выявить реальную элиту нашей страны, то есть людей, которые обладают безусловным профессиональным и моральным авторитетом в своей сфере деятельности. В 2018 году был удостоен Благодарности Президента Российской Федерации В. В. Путина за большой вклад в работу по подготовке Стратегии развития Российской Федерации на 2019—2024 годы.

## Экспертные оценки и личные взгляды
Никогда не скрывал своего мнения, даже если оно противоречило официальной позиции. Так, Дворкин считает серьёзной угрозой иранскую ядерную программу и поддерживает западные санкции против Тегерана:
Трудно представить достижение договорённости с нынешним руководством Ирана в результате американских инициатив. Многие эксперты полагают, что чем дольше идут переговоры с Ираном, тем ближе этот режим к обладанию ядерным оружием. Рассчитывать на какой-либо положительный эффект можно было бы в случае прихода к руководству страной в результате выборов в июне этого года реформаторских кругов.

В середине 2009 года Владимир Дворкин сделал заявление, в котором выразил острую обеспокоенность тем, что Иран имеет шансы создать ядерное оружие в течение одного года. По его мнению, мировое сообщество недооценило иранские разработки, а между тем программа создания Ираном носителей, вроде баллистических ракет «Шихаб-3», продолжает развиваться. Они способны поражать цели в радиусе до 2 300 км. Дворкин предположил, что вскоре Тегеран создаст ракеты, способные поразить любую точку Европы. По его словам, теперь для подготовки ядерного оружия Ирану не хватает лишь высокообогащённого оружейного урана, но нужные технологии в стране уже есть.
По вопросам ядерной программы КНДР генерал Дворкин также не скрывает своего беспокойства, но не скрывает, что эта программа представляет куда меньшую опасность, чем иранская; он убеждён, что переговоры вокруг северокорейской ядерной программы носят характер обмена торговыми предложениями:

«Пхеньян добивается извлечения максимальной экономической выгоды за повторное сворачивание своей ядерной программы»
— «Ведомости», интервью

«Северная Корея просто пытается подороже „продать“ свою ядерную программу. Думаю, это — их единственная цель»
— «Интерфакс», интервью
Комментируя неудачный запуск первого корейского спутника, Дворкин отметил, что мировое сообщество само оставило для северокорейцев подобную лазейку, не обратив должное внимание на скрупулёзное регламентирование ракетных испытаний:

«Резолюция Совета Безопасности, по существу, запретив испытания баллистических ракет большой дальности, оставила лазейку: там ничего не было сказано о космической деятельности. Но не секрет, что все первые запуски спутников осуществлялись именно на баллистических ракетах боевых. И поэтому Северная Корея в этот раз произвела, мне кажется, просто очередную попытку испытания МБР „Тэпходон-2“, как бы она ни называлась.»
— программа «Время», «Первый Канал», интервью
Позиция генерала Дворкина по вопросам размещения элементов системы ПРО США в Чехии и Польше диаметрально противоположна позициям официальных лиц высшего военного и дипломатического руководства страны:
Никаких препятствий к этому нет, кроме психологической инерции холодной войны. Подобный шаг был бы лучшим способом перейти от бессмысленного состояния взаимного ядерного сдерживания к подлинному стратегическому партнёрству. Совершенно понятно, что если развивается общая ПРО, то взаимное ядерное сдерживание — это абсурд. Такое развитие отношений между нашими странами имело бы решающее значение для укрепления глобальной безопасности".
— «Независимое военное обозрение»
Многие западные аналитики и эксперты, например, Ричард Пайпс, бывший директор советского отдела Совета Национальной Безопасности США, часто ссылаются на генерала Дворкина с целью подтвердить собственные слова мнением российского эксперта:

Наши ракеты-перехватчики и РЛС не представляют ни малейшей угрозы для России: это, кстати, публично подтвердил российский генерал Владимир Дворкин, много лет прослуживший в ракетных войсках стратегического назначения.

## Критика после неудачных испытательных пусков ракеты-носителя «Булава»
После 11-го неудачного пуска «Булавы» все больше экспертов стало указывать на личную ответственность генерала Дворкина:

Вопреки здравому смыслу головным разработчиком морского ракетного комплекса был назначен Московский институт теплотехники, отнюдь не специализировавшийся в области конструирования БРПЛ. МИТ занимался твердотопливными МБР наземного базирования и потому, естественно, не имел опыта разработки твердотопливных БРПЛ, которым обладал ГРЦ имени академика В. П. Макеева, на счёту которого — твердотопливные БРПЛ Р-39 и Р-39У с полётной надёжностью 0,96, аналогичной американской БРПЛ «Трайдент-2». Кроме того, 4-й ЦНИИ Минобороны, которым руководил генерал-майор Владимир Дворкин, был назначен головным по военно-научному сопровождению разработки, хотя такими вопросами в части морских ракетных комплексов всегда занимался профильный 28-й НИИ МО (Институт вооружения ВМФ).
Причины необъяснимых с позиций обычной логики решений лежат на поверхности. Министром обороны в то время являлся Игорь Сергеев, до этого командовавший РВСН, на вооружении которых находились митовские ракеты «Тополь». А 4-й ЦНИИ Минобороны, возглавлявшийся тогда Владимиром Дворкиным, проводил исследования в основном в интересах тех же РВСН. МИТ, 4-й ЦНИИ Минобороны и генерал Дворкин были Игорю Сергееву значительно «ближе», чем ГРЦ имени академика В. П. Макеева и 28-й НИИ Минобороны. В принятии вышеупомянутых решений принимал участие руководивший в ту пору Минэкономики Яков Уринсон, поддерживавший тесные связи с возглавлявшим МИТ Юрием Соломоновым.
— «Независимое военное обозрение»
Сам же Владимир Дворкин полагает, что ничего страшного пока не случилось. В советское время, перед тем как поставить какую-либо стратегическую ракету на вооружение, говорит он, делали по несколько десятков пусков. Редко какие из них в первой половине были успешными. Нет сомнений, утверждает учёный, что «Булава» рано или поздно будет доведена до ума и займёт своё место в шахтах «Юрия Долгорукого», «Владимира Мономаха», «Александра Невского» и других подводных крейсеров проекта 955 класса «Борей».
«У меня как ракетчика, человека, который много занимался испытаниями, сам испытывал новые ракеты, нет сомнений, что „Булаву“ доведут до ума. Никаких оснований для пересмотра этой программы совершенно нет», — сказал Дворкин, комментируя результаты последнего неудачного пуска в интервью агентству «Интерфакс». По его словам, «драматизировать это событие не стоит». «Могу совершенно точно сказать, что из первого десятка испытательных ракетных пусков половина, а то и больше бывают неудачными и аварийными».
Дворкин также отметил, что статистика пусков «Булавы» не характерна для её разработчика — Московского института теплотехники. «У них традиционно уровень наземной отработки и результаты испытаний первого десятка ракет были выше, чем у других разработчиков», — сказал Дворкин. В то же время, по его словам, «основные проблемы для разработки нового комплекса морского базирования Московским институтом теплотехники решены». «У них не было ни одного аварийного выхода ракеты из-под воды. Это — очень важно, поскольку МИТ никогда не занимался морской тематикой», — отметил эксперт.

## Критика
За многократные призывы силового решения проблемы ядерной программы Ирана генерал Дворкин обвиняется ультра-правыми представителями общественности в сионизме, что сопровождается намёками на его еврейское происхождение:

Похоже, Дворкин оказался в большей степени сионистским ястребом, чем даже американские спецслужбы. Хотя американское разведсообщество ещё в 2003 г. сообщило о свертывании иранцами их военных разработок в ядерной сфере, Дворкин утверждал на докладе в Герцлии, что Тегеран всех обманул, и уже к 2003 г. вполне мог закончить техническую разработку ядерного оружия.
Перейдя к чистой фантастике, он сказал, что Иран мог купить на «черном» (Рижском?) рынке 15-16 кг оружейного плутония для производства ядерного боезаряда, и использовать ракеты типа «Шахаб-3» для доставки ядерной боеголовки. В распоряжении Израиля — десятки ракет, способных обрушить реальные ядерные заряды на Москву и Петербург, Берлин и Париж, Тегеран и Мекку — но это не заботило генерал-майора Дворкина.
Зачастивший к своим израильским родственникам генерал сказал, что вводить блокаду Ирана уже поздно, и «силовое решение», то есть нападение на Иран, предпочтительнее, нежели ядерный Иран. Не удивительно, что израильский «ястреб», председатель оргкомитета Герцлийской конференции профессор Узи Арад, которому даже перекрыли американскую въездную визу в связи с нашумевшим делом об израильском «кроте» в Пентагоне, восхитился речами Дворкина.

Позже в интервью военному обозревателю Александру Гольцу, генерал Дворкин опроверг наличие родственников в Израиле, назвав распространение подобной информации доносительством:

Что касается родственников в Израиле, то, вы правы, это сильно отдает доносом. Для особо интересующихся могу сообщить, что, к сожалению, нет их ни там, ни вообще где-либо за рубежом, а то бы мы с женой уже давно полечились на Мёртвом море… За последние годы я был в Израиле два раза по официальным приглашениям на семинар и конференцию.

Также В. З. Дворкин подвергается постоянной критике не только из-за своих профессиональных убеждений и взглядов, но и из-за принимаемых им решений в роли главы государственных организаций. В частности, В. Анисимов в своей статье «И небо упадёт на землю» для газеты «Завтра» указывает, что «в институтах регулярно запаздывает, не менее, чем на 1-2 месяца, выплата зарплаты, в то же время начальник института Дворкин находит возможность отправить на лечение в США своего зама Б.Ученика, как будто в госпитале Вишневского лечат хуже. Лечение обошлось институту не менее, чем в 75 тысяч долларов».

## Награды
За многолетнюю карьеру генерал Дворкин награждён российскими и иностранными орденами, а также многими медалями.
- «За заслуги перед Отечеством IV степени»
- «Орден Почёта»
- «За военные заслуги»
- «Орден Трудового Красного Знамени»
- «Орден Красной Звезды»

Дворкин — мастер спорта по офицерскому многоборью.